# علم کشاورزی
علم کشاورزی دانشی گسترده‌است که از بخشهایی شامل علوم طبیعی، دقیق، اقتصادی و نوعی از روابط اجتماعی است که در درک درستی از کشاورزی به کار می‌رود (دامپزشکی بنا به تعریف جزء این شاخه نیست)

## تاریخچه
در قرن هجدهم، یوهان فردریش مایر آزمایش‌هایی را در مورد استفاده از گچ (سولفات کلسیم هیدراته) به عنوان کود انجام داد.
در سال ۱۸۴۳، جان لاوز و جوزف هنری گیلبرت مجموعه‌ای از آزمایش‌های میدانی طولانی‌مدت را در ایستگاه تحقیقاتی روتامستد در انگلستان آغاز کردند که اجرای بعضی از آنها همچنان تا سال ۲۰۱۸ ادامه داشته است.
در سال ۱۸۸۷ در ایالات متحده بر اساس قانون «مصوبه هچ»، در رشته کشاورزی یک انقلاب علمی آغاز شد که در آن از اصطلاح "علم کشاورزی" استفاده شده است. «قانون هچ» ناشی از علاقه کشاورزان به دانستن اجزای تشکیل‌دهنده کود مصنوعی اولیه بود. قانون اسمیت-هیوز در سال ۱۹۱۷ آموزش کشاورزی که پایه‌های علمی آن ساخته شده بود را به ریشه‌های حرفه‌ای خود بازگرداند. پس از ۱۹۰۶، به مدت ۴۴ سال هزینه‌های عمومی در زمینه تحقیقات کشاورزی در ایالات‌متحده از هزینه‌های خصوصی آن بیشتر شده است.